# Guaus de Larbost
Guaus de Larbost (francès Gouaux-de-Larboust) és un municipi francès situat al departament de l'Alta Garona i a la regió d'Occitània.